# Wonen
Wonen of gehuisvest zijn is permanent op één vaste plek leven. Deze plek is meestal een woning of andere woonruimte, maar kan in ruimere zin slaan op elke plek waar men langere tijd verblijft zoals een gevangenis of grot.
Soms wordt of werd het feit dat iemand ergens woont (bijvoorbeeld als het pand gekraakt is) mede aannemelijk gemaakt door de aanwezigheid van een slaapplaats, een tafel en een stoel of kruk.

## Geschiedenis
In de vroegste prehistorie woonden mensen in grotten, in holen en in hutten. Mensen ontdekten reeds snel dat groepsverband een grotere veiligheid bood; hierdoor ontstonden dorpen en later steden. De aard en afmetingen van woningen zijn afhankelijk van de beschikbare omstandigheden en bouwmaterialen (bijvoorbeeld sneeuw voor een iglo), de behoeften van de bewoners (tenten voor nomaden), bescherming tegen barre weersomstandigheden (rotswoningen) en de beschikbare technische kennis, vaardigheden en hulpmiddelen.
De Romeinen bouwden insulae (=flats) in hun steden; door deze hoogbouw steeg het aantal mensen dat van veilige stadsmuren kon profiteren.
Na de val van het Romeinse Rijk raakte ook de techniek voor grotere bouwwerken in de vergetelheid, totdat deze in de middeleeuwen langzamerhand werd herontdekt.
Toch bleef de huisvesting van veel inwoners problematisch. In de 19e eeuw veroorzaakten de bevolkingsgroei en de industrialisatie een nieuwe groei van de steden. Rond 1900, toen nog veel mensen zowel op het platteland als in de steden in krotten en andere erbarmelijke omstandigheden woonden, ontstonden nieuwe ideeën over het recht op acceptabele huisvesting voor iedereen. Langzaam vonden deze ideeën ingang. Hierdoor vaardigde de overheid uiteindelijk wetten uit die het mogelijk maakten woningen onbewoonbaar te verklaren. De woningwet werd in Nederland in 1901 opgesteld door de ministers Goeman Borgesius, Van der Linden en Pierson.
Het woonakkoord van februari 2013 bevat afspraken over onder meer huren en hypotheken.

## Huishouden
Huishoudelijke apparatuur - Huishoudkunde - Kookkunst

## Huisvesting
Aanleunwoning - Antikraak - Appartement - Bejaardentehuis - Berghut - Centraal wonen - Etagewoning - Gemeenschappelijk wonen - Gentrificatie - Huursubsidie - Huurwaardeforfait - Huurwoning - Hypotheek - Koopwoning - Kraken - Kwadrantwoning - Ministerie van Volkshuisvesting, Ruimtelijke Ordening en Milieubeheer - Nieuwbouwwoning - Parkeergelegenheid - Premiewoning - Riolering - Seniorenwoning - Sloppenwijk - Steden - Studentenhuis - Verzekering - Verzorgingsflat - Vide - Vuilnisophaaldienst - Warmte-isolatie - Woning-APK - Woningbouw - Woningwetwoning - Woongroep - Woonomgeving

## Huren
Buurtzaken - Dakloze - Economische gebondenheid - Huurbeleid - Woningbouwbeleid - Woningruil - Woon-werkvergunning - Woongenot - Woonruimteverdeling

## Woningbouw
Aannemer - Architect - Architectuur - Bestemmingsplan - Bouwsubsidie - Earthship - Experimentele woningbouw - Hypotheek - Kadaster - Koopakte - Landschapsarchitectuur - Makelaar - Notaris - Tuin